# Арпинлёхсос
Арпинлёхсос (устар. Арпин-Лёх-Сос) — река в России, протекает по Берёзовскому району Ханты-Мансийского АО. Устье реки находится на 35-м км правого берега реки Северная Ялбынъя. Длина реки составляет 16 км.

## Данные водного реестра
По данным государственного водного реестра России относится к Нижнеобскому бассейновому округу, водохозяйственный участок реки — Северная Сосьва, речной подбассейн реки — Северная Сосьва. Речной бассейн реки — (Нижняя) Обь от впадения Иртыша.